# AFC Champions League 2004
L'AFC Champions League 2004 è stata la 23ª edizione della massima competizione calcistica per club dell'Asia. Il torneo è iniziato il 10 febbraio 2004 e si è concluso il 1º dicembre 2004, con la vittoria dei sauditi dell'Al-Ittihad, al 1º titolo nella competizione.

## Regolamento
Da questa edizione cambia il periodo di svolgimento della competizione che passa su base annuale.
Fase a gironi
Si parte con 28 squadre divise in 7 gironi da quattro, in base alla regione di provenienza, ovvero i club dell'Asia orientale e del sud-est asiatico sono stati sorteggiati nei gruppi da E a G, mentre il resto è stato raggruppato nei gironi da A a D. Ogni club ha disputato un girone all'italiana con andata e ritorno contro altri tre membri del girone, per un totale di 6 partite ciascuno. I club hanno ricevuto 3 punti per una vittoria, 1 punto per un pareggio, 0 punti per una sconfitta. Le classifiche finali sono state stilate in base ai punti e, a parità di punti tra due o più squadre, si è tenuto conto in ordine dei seguenti criteri:
- Punti guadagnati negli scontri diretti;
- Differenza reti negli scontri diretti;
- Gol negli scontri diretti;
- Punti guadagnati all'interno del gruppo;
- Differenza reti all'interno del gruppo;
- Maggior numero di gol all'interno del gruppo.

Le sette vincitrici dei gironi insieme alla squadra campione in carica sono passate ai quarti di finale.
Fase ad eliminazione diretta
Le 8 squadre qualificate sono state sorteggiate casualmente; tuttavia, l'unica restrizione imposta è stata che i club dello stesso paese non potessero affrontarsi nei quarti di finale. Le partite si sono svolte in gare di andata e ritorno e il punteggio complessivo ha deciso il vincitore della partita. Se il punteggio complessivo non poteva produrre un vincitore, veniva utilizzata la "regola dei gol in trasferta". Se ancora in parità, i club hanno giocato i tempi supplementari, dove si è applicato ancora la "regola dei gol in trasferta". Se ancora in parità, la partita è andata ai rigori.

## Squadre partecipanti
Oltre al detentore del titolo, il club emiratino Al-Ain, alla competizione partecipano altri 28 club.
| Team              | Metodo di Qualificazione                                           |
| ----------------- | ------------------------------------------------------------------ |
| Sepahan           | Vincitore Iran Pro League 2002-2003                                |
| Zob Ahan          | Vincitore Coppa d'Iran 2002-2003                                   |
| Al-Shorta         | Decisione della Federazione calcistica irachena                    |
| Al-Quwa Al-Jawiya | Decisione della Federazione calcistica irachena                    |
| Al-Qadisiya       | Vincitore Prima Lega 2003                                          |
| Al-Arabi          | 2º posto Prima Lega 2003                                           |
| Qatar SC          | Vincitore Qatar Stars League 2002-2003                             |
| Al-Sadd           | Vincitore Coppa dell'Emiro del Qatar 2002-2003                     |
| Al-Ittihad        | Vincitore Lega saudita professionistica 2002-2003                  |
| Al-Hilal          | Vincitore Coppa del Principe della Corona saudita 2002-2003        |
| Al-Riffa          | Vincitore Premier League 2002-2003                                 |
| Al-Ahli           | Vincitore Coppa del Re del Bahrein 2003                            |
| Al-Wahda          | 2º posto UAE Football League 2002-2003                             |
| Sharjah           | Vincitore Coppa del Presidente degli Emirati Arabi Uniti 2002-2003 |
| Paxtakor          | Vincitore Uzbekistan Super League 2003                             |
| Neftchi Fergana   | 2º posto Uzbekistan Super League 2003                              |

| Team               | Metodo di Qualificazione                   |
| ------------------ | ------------------------------------------ |
| Shanghai Shenhua   | Vincitore Jia-A League 2003                |
| Dalian Shide       | Vincitore Jia-A League 2002                |
| Yokohama F·Marinos | Vincitore J.League Division 1 2003         |
| Júbilo Iwata       | Vincitore Coppa dell'Imperatore 2003       |
| Seongnam           | Vincitore K-League 2003                    |
| Jeonbuk Hyundai    | Vincitore Coppa di Corea del Sud 2003      |
| Persik Kediri      | Vincitore Indonesia Super League 2002-2003 |
| PSM Makassar       | 2º posto Indonesia Super League 2002-2003  |
| Krung Thai Bank    | Vincitore Thai League 2002-2003            |
| BEC Tero Sasana    | 2º posto Thai League 2002-2003             |
| HAGL               | Vincitore V League 2003                    |
| Bình Định          | Vincitore Coppa di Vietnam 2003            |

A seguito dell'inizio della competizione, i due club bahreiniti Al-Riffa e Al-Ahli si sono ritirati e quello kuwaitiano Al-Qadisiya è stato espulso dal torneo, con la conseguenza che i club in totale che hanno giocato sono scesi a 26. I club esclusi che erano stati sorteggiati nei gruppi A e B hanno visto annullate le partite che hanno disputato; il gruppo C nel quale era stato sorteggiato un club escluso ha visto giocare tra loro solo tre squadre.

## Fase a gironi

### Gruppo A
| Squadra  | Pti     | G | V | N | P | GF | GS | DR |
| -------- | ------- | - | - | - | - | -- | -- | -- |
| Paxtakor | 7       | 4 | 2 | 1 | 1 | 3  | 1  | 2  |
| Zob Ahan | 5       | 4 | 1 | 2 | 1 | 4  | 5  | -1 |
| Qatar SC | 3       | 4 | 0 | 3 | 1 | 3  | 4  | -1 |
| Al-Riffa | Escluso |   |   |   |   |    |    |    |

| Squadra 1   | Risultato   | Squadra 2   |
| 1ª giornata | 1ª giornata | 1ª giornata |
| ----------- | ----------- | ----------- |
| Zob Ahan    | 1 - 0       | Paxtakor    |
| Qatar SC    | 2 - 0       | Al-Riffa    |
| 2ª giornata |             |             |
| Paxtakor    | 1 - 0       | Qatar SC    |
| Al-Riffa    | 0 - 0       | Zob Ahan    |
| 3ª giornata |             |             |
| Zob Ahan    | 3 - 3       | Qatar SC    |
| Paxtakor    | n.d.        | Al-Riffa    |
| 4ª giornata |             |             |
| Al-Riffa    | n.d.        | Paxtakor    |
| Qatar SC    | 0 - 0       | Zob Ahan    |
| 5ª giornata |             |             |
| Paxtakor    | 2 - 0       | Zob Ahan    |
| Al-Riffa    | n.d.        | Qatar SC    |
| 6ª giornata |             |             |
| Zob Ahan    | n.d.        | Al-Riffa    |
| Qatar SC    | 0 - 0       | Paxtakor    |

### Gruppo B
| Squadra           | Pti     | G | V | N | P | GF | GS | DR |
| ----------------- | ------- | - | - | - | - | -- | -- | -- |
| Al-Wahda          | 6       | 4 | 1 | 3 | 0 | 3  | 0  | 3  |
| Al-Sadd           | 5       | 4 | 1 | 2 | 1 | 1  | 1  | 0  |
| Al-Quwa Al-Jawiya | 4       | 4 | 1 | 1 | 2 | 1  | 4  | -3 |
| Al-Qadisiya       | Escluso |   |   |   |   |    |    |    |

| Squadra 1         | Risultato   | Squadra 2         |
| 1ª giornata       | 1ª giornata | 1ª giornata       |
| ----------------- | ----------- | ----------------- |
| Al-Quwa Al-Jawiya | 0 - 1       | Al-Qadisiya       |
| Al-Wahda          | 0 - 0       | Al-Sadd           |
| 2ª giornata       |             |                   |
| Al-Sadd           | 1 - 0       | Al-Quwa Al-Jawiya |
| Al-Qadisiya       | 1 - 3       | Al-Wahda          |
| 3ª giornata       |             |                   |
| Al-Wahda          | 3 - 0       | Al-Quwa Al-Jawiya |
| Al-Sadd           | 0 - 1       | Al-Qadisiya       |
| 4ª giornata       |             |                   |
| Al-Quwa Al-Jawiya | 0 - 0       | Al-Wahda          |
| Al-Qadisiya       | 0 - 0       | Al-Sadd           |
| 5ª giornata       |             |                   |
| Al-Sadd           | 0 - 0       | Al-Wahda          |
| Al-Qadisiya       | 1 - 0       | Al-Quwa Al-Jawiya |
| 6ª giornata       |             |                   |
| Al-Quwa Al-Jawiya | 1 - 0       | Al-Sadd           |
| Al-Wahda          | n.d.        | Al-Qadisiya       |

### Gruppo C
| Squadra   | Pti     | G | V | N | P | GF | GS | DR |
| --------- | ------- | - | - | - | - | -- | -- | -- |
| Sharjah   | 10      | 4 | 3 | 1 | 0 | 10 | 4  | 6  |
| Al-Hilal  | 7       | 4 | 2 | 1 | 1 | 6  | 6  | 0  |
| Al-Shorta | 0       | 4 | 0 | 0 | 4 | 3  | 9  | -6 |
| Al-Ahli   | Escluso |   |   |   |   |    |    |    |

| Squadra 1   | Risultato   | Squadra 2   |
| 1ª giornata | 1ª giornata | 1ª giornata |
| ----------- | ----------- | ----------- |
| Sharjah     | 2 - 0       | Al-Shorta   |
| 2ª giornata |             |             |
| Al-Hilal    | 0 - 0       | Sharjah     |
| 3ª giornata |             |             |
| Al-Shorta   | 1 - 2       | Al-Hilal    |
| 4ª giornata |             |             |
| Al-Hilal    | 2 - 0       | Al-Shorta   |
| 5ª giornata |             |             |
| Al-Shorta   | 2 - 3       | Sharjah     |
| 6ª giornata |             |             |
| Sharjah     | 5 - 2       | Al-Hilal    |

### Gruppo D
| Squadra         | Pti | G | V | N | P | GF | GS | DR  |
| --------------- | --- | - | - | - | - | -- | -- | --- |
| Al-Ittihad      | 13  | 6 | 4 | 1 | 1 | 14 | 4  | 10  |
| Sepahan         | 13  | 6 | 4 | 1 | 1 | 15 | 10 | 5   |
| Al-Arabi        | 8   | 6 | 2 | 2 | 2 | 8  | 10 | -2  |
| Neftchi Fergana | 0   | 6 | 0 | 0 | 6 | 5  | 18 | -13 |

| Squadra 1       | Risultato   | Squadra 2       |
| 1ª giornata     | 1ª giornata | 1ª giornata     |
| --------------- | ----------- | --------------- |
| Sepahan         | 4 - 0       | Neftchi Fergana |
| Al-Ittihad      | 2 - 0       | Al-Arabi        |
| 2ª giornata     |             |                 |
| Neftchi Fergana | 1 - 3       | Al-Ittihad      |
| Al-Arabi        | 2 - 2       | Sepahan         |
| 3ª giornata     |             |                 |
| Sepahan         | 3 - 2       | Al-Ittihad      |
| Neftchi Fergana | 1 - 2       | Al-Arabi        |
| 4ª giornata     |             |                 |
| Al-Ittihad      | 4 - 0       | Sepahan         |
| Al-Arabi        | 3 - 2       | Neftchi Fergana |
| 5ª giornata     |             |                 |
| Neftchi Fergana | 1 - 3       | Sepahan         |
| Al-Arabi        | 0 - 0       | Al-Ittihad      |
| 6ª giornata     |             |                 |
| Sepahan         | 3 - 1       | Al-Arabi        |
| Al-Ittihad      | 3 - 0       | Neftchi Fergana |

### Gruppo E
| Squadra          | Pti | G | V | N | P | GF | GS | DR  |
| ---------------- | --- | - | - | - | - | -- | -- | --- |
| Jeonbuk Hyundai  | 12  | 6 | 4 | 0 | 2 | 14 | 5  | 9   |
| Júbilo Iwata     | 12  | 6 | 4 | 0 | 2 | 14 | 11 | 3   |
| Shanghai Shenhua | 9   | 6 | 3 | 0 | 3 | 7  | 9  | -3  |
| BEC Tero Sasana  | 3   | 6 | 1 | 0 | 5 | 6  | 16 | -10 |

| Squadra 1        | Risultato   | Squadra 2        |
| 1ª giornata      | 1ª giornata | 1ª giornata      |
| ---------------- | ----------- | ---------------- |
| Jeonbuk Hyundai  | 1 - 2       | Júbilo Iwata     |
| BEC Tero Sasana  | 4 - 1       | Shanghai Shenhua |
| 2ª giornata      |             |                  |
| Júbilo Iwata     | 3 - 0       | BEC Tero Sasana  |
| Shanghai Shenhua | 0 - 1       | Jeonbuk Hyundai  |
| 3ª giornata      |             |                  |
| Júbilo Iwata     | 2 - 1       | Shanghai Shenhua |
| Jeonbuk Hyundai  | 4 - 0       | BEC Tero Sasana  |
| 4ª giornata      |             |                  |
| BEC Tero Sasana  | 0 - 4       | Jeonbuk Hyundai  |
| Shanghai Shenhua | 3 - 2       | Júbilo Iwata     |
| 5ª giornata      |             |                  |
| Shanghai Shenhua | 1 - 0       | BEC Tero Sasana  |
| Júbilo Iwata     | 2 - 4       | Jeonbuk Hyundai  |
| 6ª giornata      |             |                  |
| BEC Tero Sasana  | 2 - 3       | Júbilo Iwata     |
| Jeonbuk Hyundai  | 0 - 1       | Shanghai Shenhua |

### Gruppo F
| Squadra         | Pti | G | V | N | P | GF | GS | DR |
| --------------- | --- | - | - | - | - | -- | -- | -- |
| Dalian Shide    | 15  | 6 | 5 | 0 | 1 | 11 | 5  | 6  |
| HAGL            | 7   | 6 | 2 | 1 | 3 | 10 | 10 | 0  |
| Krung Thai Bank | 7   | 6 | 2 | 1 | 3 | 8  | 11 | -3 |
| PSM Makassar    | 6   | 6 | 2 | 0 | 4 | 9  | 12 | -3 |

| Squadra 1       | Risultato   | Squadra 2       |
| 1ª giornata     | 1ª giornata | 1ª giornata     |
| --------------- | ----------- | --------------- |
| Krung Thai Bank | 0 - 2       | Dalian Shide    |
| HAGL            | 5 - 1       | PSM Makassar    |
| 2ª giornata     |             |                 |
| Dalian Shide    | 2 - 0       | HAGL            |
| PSM Makassar    | 2 - 3       | Krung Thai Bank |
| 3ª giornata     |             |                 |
| HAGL            | 0 - 1       | Krung Thai Bank |
| PSM Makassar    | 0 - 1       | Dalian Shide    |
| 4ª giornata     |             |                 |
| Krung Thai Bank | 2 - 2       | HAGL            |
| Dalian Shide    | 2 - 1       | PSM Makassar    |
| 5ª giornata     |             |                 |
| Dalian Shide    | 3 - 1       | Krung Thai Bank |
| PSM Makassar    | 3 - 0       | HAGL            |
| 6ª giornata     |             |                 |
| HAGL            | 3 - 1       | Dalian Shide    |
| PSM Makassar    | 1 - 2       | Krung Thai Bank |

### Gruppo G
| Squadra            | Pti | G | V | N | P | GF | GS | DR  |
| ------------------ | --- | - | - | - | - | -- | -- | --- |
| Ilhwa Chunma       | 15  | 6 | 5 | 0 | 1 | 24 | 4  | 20  |
| Yokohama F·Marinos | 15  | 6 | 5 | 0 | 1 | 19 | 3  | 16  |
| Persik Kediri      | 4   | 6 | 1 | 1 | 4 | 5  | 27 | -22 |
| Bình Định          | 1   | 6 | 0 | 1 | 5 | 3  | 17 | -14 |

| Squadra 1          | Risultato   | Squadra 2          |
| 1ª giornata        | 1ª giornata | 1ª giornata        |
| ------------------ | ----------- | ------------------ |
| Bình Định          | 0 - 3       | Yokohama F·Marinos |
| Persik Kediri      | 1 - 2       | Ilhwa Chunma       |
| 2ª giornata        |             |                    |
| Yokohama F·Marinos | 4 - 0       | Persik Kediri      |
| Ilhwa Chunma       | 2 - 0       | Bình Định          |
| 3ª giornata        |             |                    |
| Bình Định          | 2 - 2       | Persik Kediri      |
| Yokohama F·Marinos | 1 - 2       | Ilhwa Chunma       |
| 4ª giornata        |             |                    |
| Persik Kediri      | 1 - 0       | Bình Định          |
| Ilhwa Chunma       | 0 - 1       | Yokohama F·Marinos |
| 5ª giornata        |             |                    |
| Yokohama F·Marinos | 6 - 0       | Bình Định          |
| Ilhwa Chunma       | 15 - 0      | Persik Kediri      |
| 6ª giornata        |             |                    |
| Persik Kediri      | 1 - 4       | Yokohama F·Marinos |
| Bình Định          | 1 - 3       | Ilhwa Chunma       |

## Fase a fase a eliminazione diretta

### Quarti di finale
| Squadra 1             | Totale | Squadra 2      | Andata | Ritorno |
| --------------------- | ------ | -------------- | ------ | ------- |
| Al Ain                | 1-5    | Jeonbuk Motors | 0-1    | 1-4     |
| Dalian Shide          | 1-2    | Al Ittihad     | 1-1    | 0-1     |
| Al Wahda              | 1-5    | Pakhtakor      | 1-1    | 0-4     |
| Seongnam Ilhwa Chunma | 11-2   | Sharjah        | 6-0    | 5-2     |

### Semifinali
| Squadra 1             | Totale | Squadra 2      | Andata | Ritorno |
| --------------------- | ------ | -------------- | ------ | ------- |
| Al Ittihad            | 4-3    | Jeonbuk Motors | 2-1    | 2-2     |
| Seongnam Ilhwa Chunma | 2-0    | Pakhtakor      | 0-0    | 2-0     |

### Finale
| Squadra 1  | Totale | Squadra 2             | Andata | Ritorno |
| ---------- | ------ | --------------------- | ------ | ------- |
| Al Ittihad | 6-3    | Seongnam Ilhwa Chunma | 1-3    | 5-0     |

| Gedda 24 novembre 2004, ore 19:35 UTC+3 Finale - Andata                                      | Al-Ittihad | 1 – 3 referto                                    | S. Ilhwa Chunma | Stadio Principe Abd Allāh bin Fayṣal |
| \| \| \| \| \| Tukar 28’ \| Marcatori \| 27’ Laktionov 81’ Kim Do-hoon 90’ Jang Hak-young \| |            |                                                  |                 |                                      |
|                                                                                              |            |                                                  |                 |                                      |
| Tukar 28’                                                                                    | Marcatori  | 27’ Laktionov 81’ Kim Do-hoon 90’ Jang Hak-young |                 |                                      |

| Seongnam 1º dicembre 2004, ore 19:00 UTC+9 Finale - Ritorno                           | S. Ilhwa Chunma | 0 – 5 referto                                       | Al-Ittihad | Seongnam Sports Complex |
| \| \| \| \| \| \| Marcatori \| 27’ Tukar 45+2’ Idris 56’, 78’ Noor 90+5’ Abushgeer \| |                 |                                                     |            |                         |
|                                                                                       |                 |                                                     |            |                         |
|                                                                                       | Marcatori       | 27’ Tukar 45+2’ Idris 56’, 78’ Noor 90+5’ Abushgeer |            |                         |